# John McGarty
John McGarty (18 ottobre 1947) è un ex calciatore scozzese, di ruolo difensore.

## Biografia
Suo figlio Mark è stato a sua volta un calciatore professionista (dal 1999 al 2003 ha peraltro giocato proprio nel Dunfermline).

## Carriera
Dopo aver giocato nelle giovanili dell'Hibernian, nel 1966, all'età di 18 anni, si trasferisce al Dunfermline, altro club della prima divisione scozzese, con cui fa il suo esordio tra i professionisti.
Rimane in rosa con i bianconeri per quattro stagioni consecutive, ovvero fino al 1970, in uno dei periodi di maggior successo della storia del club: nella stagione 1967-1968 contribuisce infatti alla vittoria della seconda Coppa di Scozia nella storia del club (giocando anche da titolare nella finale vinta contro l'Hearts), e con 26 presenze totali in incontri di campionato fa parte della rosa che conquista un terzo posto in classifica nella stagione 1968-1969 (eguagliando il miglior piazzamento di sempre dei Pars in campionato, peraltro ottenuto pochi anni prima, ovvero nella stagione 1964-1965), annata in cui fa anche il suo esordio nelle competizioni europee, disputando la partita di andata dei sedicesimi di finale di Coppa delle Coppe vinta per 10-1 in casa contro i ciprioti dell'APOEL il 18 settembre 1968. Nella stagione 1969-1970 gioca invece 4 partite in Coppa delle Fiere (su 6 totali disputate dal Dunfermline nella competizione stessa), competizione in cui il suo club viene eliminato dai belgi dell'Anderlecht negli ottavi di finale in base alla regola del maggior numero di gol in trasferta, dopo un punteggio aggregato di 3-3 nella doppia sfida.
McGarty lascia il Dunfermline al termine della stagione 1969-1970 per trasferirsi all'Hamilton Academical, club della seconda divisione scozzese.

## Palmarès

### Club

#### Competizioni nazionali
- Coppa di Scozia: 1

Dunfermline: 1967-1968